# Матвієвський Павло Євменович
Павло Євменович Матвієвський (1904, Бобрик, Роменський повіт, Полтавська губернія, Російська імперія — 1987, Оренбург, Оренбурзька область, РСФСР) — український та російський історик, музеєзнавець.

## Життєпис
Павло Євменович Матвієвський народився в багатодитній родині сільського столяра, був наймолодшою дитиною. Старший брат загинув під час Першої світової війни. Також мав чотири сестри. Закінчив двокласне земське училище у рідному селі, після чого вступив до Роменської  чоловічої гімназії. Після приходу більшовистської влади на Роменщині, молодий Матвієвський працював у волосному комітеті незаможних селян, а по закінченні робітничої школи, у 1921 р. був призначений учителем сільської школи у Великих Бубнах.

## Дніпропетровський період
Навчання поєднував з роботою: у Відділі освіти Катеринославської залізниці був учителем на курсах таксувальників та ваговиків. Закінчивши бухгалтерські курси, підробляв у бухгалтерії Дніпропетровського Інституту народної освіти.
Матвієвський із 1923 р. навчався у Дніпропетровському інституті народної освіти, там він у 1929 р. отримав диплом історика на соціально-економічному відділі. Паралельно із навчанням в інституті Матвієвський працював діловодом та бухгалтером, а пізніше зайняв посаду  завідувача відділом етнографії у Дніпропетровському крайовому історико-археологічному музеї, де, окрім того, був призначений ученим секретарем (1925—1930).
У 1929 р. Павло Матвієвський уступив до аспірантури, але наступного  року історичну кафедру Дніпропетровського інституту народної освіти було розформовано, після чого аспірант П. Матвієвський був переведений до Науково-дослідного інституту історії української культури у Харкові, який очолював академік Дмитро Багалій.

## Харківський період
У 1929 р. Павло Матвієвський потрапив до поля зору органів державної безпеки, через що на нього було заведено справу-формуляр по агентурній групі  «Покидьки».

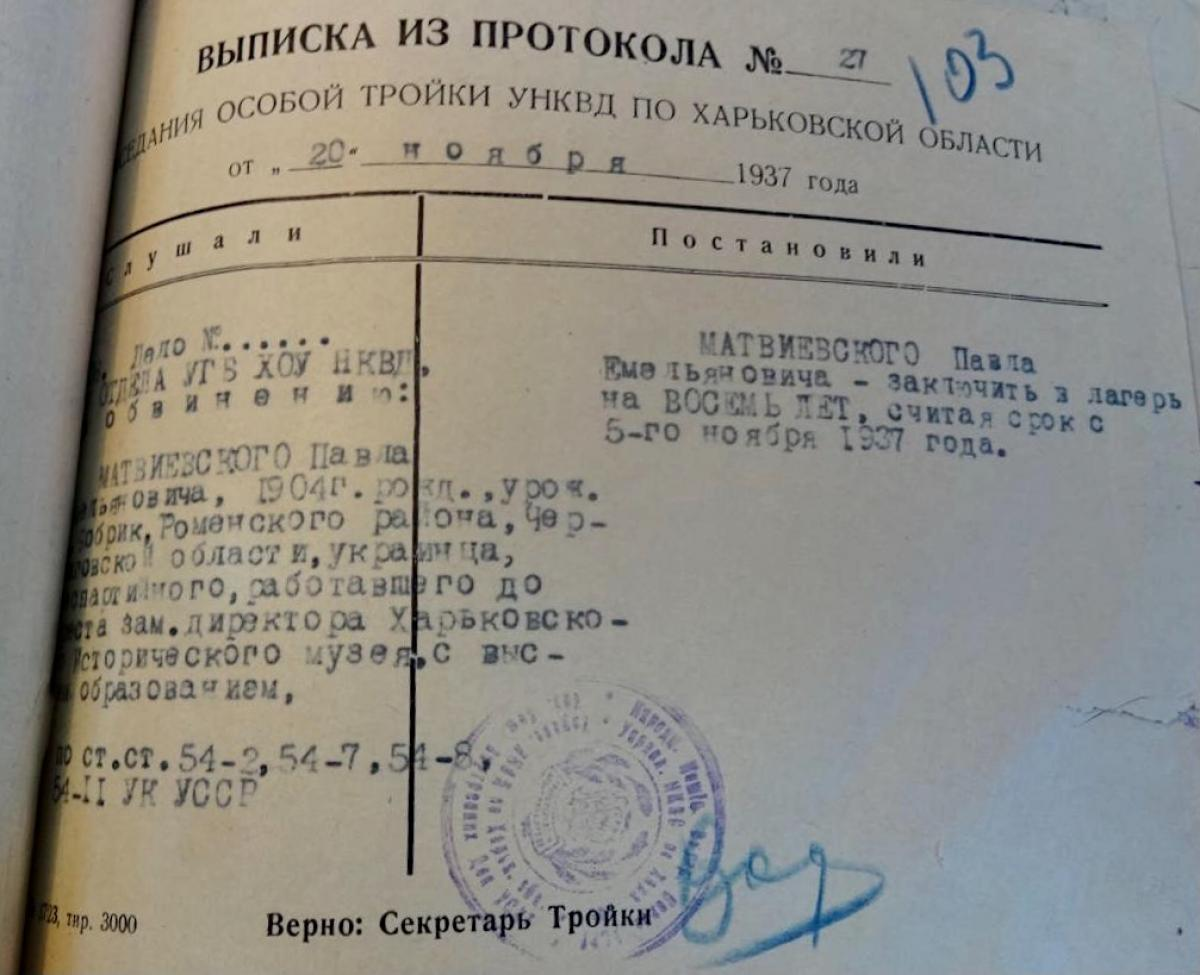
Виписка з протоколу засідання Особливої трійки УНКВС по Харківській області від 20 листопада 1937 р. щодо справи Матвієвського Павла Омеляновича

У 1931 р. Павло Матвієвський закінчив аспірантуру, захистив дисертацію «Бунтарі Глушківської мануфактури в кін. 18 ст.» і був залишений науковим співробітником при Науково-дослідному інституті історії української культури у Харкові. У цьому самому році П. Матвієвського було призначено завідувачем відділу історії періоду капіталізму і водночас  заступником директора з наукової частини Всеукраїнського історичного музею у Харкові.

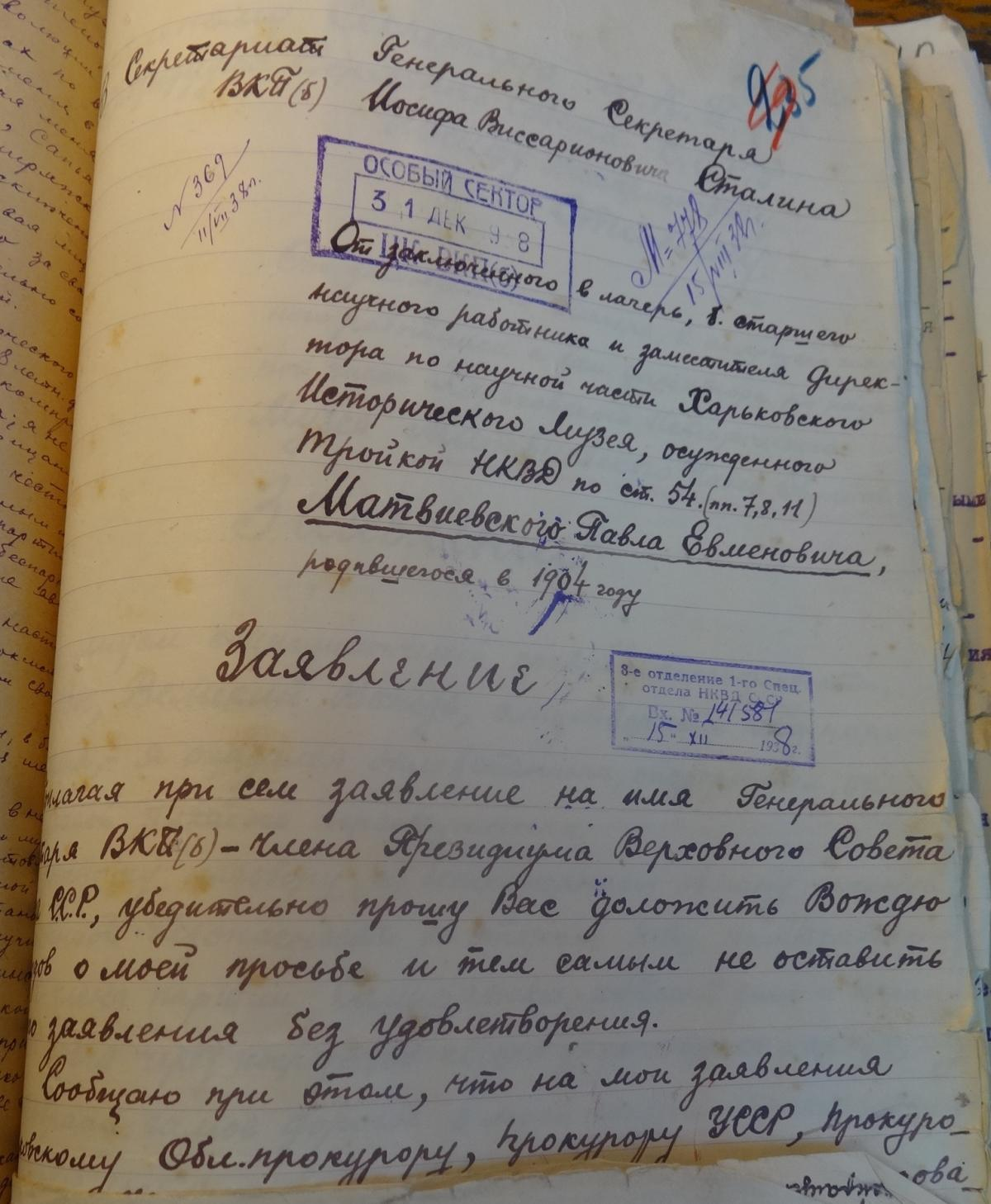
Заява Павла Омеляновича Матвієвського до Йосипа Віссаріоновича Сталіна 1938 р.

Павло Матвієвський, працюючи у Всеукраїнському історичному музеї (нині – Харківський історичний музей імені М.Ф. Сумцова), створив експозицію, яка охоплювала 1800–1921 рр., писав статті та замітки в журнал «Радянський музей», а крім того, з 1932 р., він працював завідувачем кафедри музеєзнавства в Інституті комуністичної освіти.
За участі  Павла Матвієвського, у травні 1932р., у приміщенні Всеукраїнського історичного музею, була відкрита виставка матеріалів, одержаних від паритетної комісії з обміну культурними цінностями між радянською Росією та Україною. На урочисте відкриття прибули тодішні керівники радянської України Г. І. Петровський, В. Я. Чубар, М. О. Скрипник та ін. Особливу увагу відвідувачів тієї виставки привертав унікальний у певному сенсі експонат – це портрет В. А. Жуковського, написаний Карлом Брюловим, що був проданий аби виплати відкупну за волю Тараса Шевченка.
Працюючи в історичному музеї, Павло Матвієвський неодноразово письмово повідомляв Харківське обласне управління НКВС про приклади т.з. шкідництва в музейній справі.
Павла Матвієвського арештували в 1937 р., звинуватили в участі в контрреволюційній націоналістичній організації. 20 листопада 1937 р. Особлива трійка при Харківському обласному управлінні НКВС ухвалила рішення відправити Павла Матвієвського на 8 років покарання у виправному таборі. Відбував призначене покарання в Байкало-Амурському виправному таборі (Бамлаг). Розуміючи несправедливість свого засудження, він із табору надсилав заяви до різних інстанцій із проханням переглянути його справу.

## Полтавський та Оренбурзький періоди
Після численних особистих заяв і проведених перевірок, Павла Матвієвського у 1939 р. було звільнено з ув’язнення, згодом він отримав роботу у Полтавському історичному музеї, де працював із 1940 по 1941 рр.
У 1941 р. Павло Матвієвський став доцентом і завідувачем кафедри історії СРСР Чкаловського (Оренбурзького) педагогічного інституту.
У 1959 р. Президія Харківського обласного суду скасувала рішення Особливої трійки НКВС стосовно П. Матвієвського за недоведеністю злочину. Таким чином, П. Матвієвський був реабілітований.
У 1963 р. Павлу Матвієвському було присвоєно вчене звання професора.
Павло Матвієвський помер в Оренбурзі 3 березня 1987 р..

## Праці
- Бунтари Глушковской мануфактуры - Курск, 1949.
- Димитрий Донской - Чкалов, 1942.
- Оренбургская область в прошлом и настоящем : краевед. пособие для средней школы - Оренбург, 1967.
- Очерки истории Оренбургского края XVIII-XIX веков - Оренбург, 2005.
- 25-річчя Дніпропетровського краєвого історично-археологічного музею // Дніпропетровський краєвий історико-археологічний музей: Збірник. Т.1 / За гол.ред. проф. Д.І Яворницького. – Д. : Друк. ім. 25-р. ВКП Поліграфтресту, 1929. – 273 с.
- Александр Гумбольдт и Иван Виткевич : к истории русского востоковедения и дипломатии 30-х гг. XIX века / П. Е. Матвиевский // Гостиный двор. - 1997. - № 4. - С. 221-228.
- Всегда ведать потребно о Востоке... : русско-азиатская торговля в Оренбурге и сношения Оренбургских татар с Индией в XVIII веке / П. Е. Матвиевский // Гостиный двор. - 2008. - № 22. - С. 309-319.
- Медаль Е. Д. Рычковой / П. Е. Матвиевский // Гостиный двор. - 2012. - № 41. - С. 290-292.
- Не только польза, но и необходимость. Из истории земледелия и лесоводства в Оренбургском крае [1836-1861 год] / П. Е. Матвиевский; подготовитель Г. П. Матвиевская // Гостиный двор. - Оренбург, 2001. - № 11. - С. 151-155.
- Петр Иванович Рычков, 1712-1777 / П. Е. Матвиевский, А. В. Ефремов. - Москва: Наука, 1991. - 265 с.
- А. В. Суворов в Оренбургском крае / П. Е. Матвиевский // Гостиный двор. - 1995. - № 3. - С. 109-114.